# Cléo de 5 à 7
Cléo de 5 à 7 (br: Cléo das 5 às 7 / pt: Duas horas da vida de uma mulher)  é um filme franco-italiano de 1962, do gênero drama, escrito e dirigido pela cineasta Agnès Varda.
O filme acompanha a história de Florence 'Cléo' Victoire, uma cantora em ascensão que reside na França e aguarda ansiosa pelo resultado de um exame para descobrir se está com câncer, no dia 21 de junho de 1961. Em tempo real, das 17h às 18h30, a seguimos enquanto conversa com amigos, colegas de trabalho e conhece desconhecidos.
Em 2022, passou a fazer parte em 14º posição na lista dos 250 Melhores Filmes de Todos os Tempos segundo a revista britânica Sight & Sound
É um dos vários filmes da Nouvelle Vague e um dos mais importantes deste movimento, tendo sido indicado ao Palma de Ouro no Festival de Cannes de 1962.

## Trama
Cléo é uma artista à espera de um resultado médico - uma biópsia - que dirá se ela tem câncer ou não. O filme se passa durante esta espera, mostrando as agonias, as superstições e os pensamentos de Cléo enquanto ela caminha pela cidade e reencontra com uma amiga e encontra um simpático soldado.

## Elenco
- Corinne Marchand .... Florence, 'Cléo Victoire'
- Antoine Bourseiller .... Antoine
- Dominique Davray .... Angèle
- Dorothée Blank .... Dorothée
- Michel Legrand .... Bob, o pianista
- José Luis de Villalonga .... o amante
- Loye Payen .... Irma, a cartomante
- Renée Duchateau
- Lucienne Marchand .... a motorista de táxi
- Serge Korber .... Plumitif
- Robert Postec .... doutor Valineau

## Principais prêmios e indicações
Festival de Cannes 1962 (França)
- O filme foi indicado à Palma de Ouro.

Sindicato Francês de Críticos de Cinema 1963
- Venceu na categoria de melhor filme.